# Phygadeuon canaliculatus
Phygadeuon canaliculatus är en stekelart som beskrevs av Thomson 1889. Phygadeuon canaliculatus ingår i släktet Phygadeuon och familjen brokparasitsteklar. Arten är reproducerande i Sverige. Inga underarter finns listade i Catalogue of Life.